# Теана
Теа̀на (на италиански: Teana) е село и община в Южна Италия, провинция Потенца, регион Базиликата. Разположено е на 806 m надморска височина. Населението на общината е 669 души (към 2010 г.).